# Sicus femoralis
Sicus femoralis är en tvåvingeart som beskrevs av Camillo Rondani 1865. Sicus femoralis ingår i släktet Sicus och familjen stekelflugor. Inga underarter finns listade i Catalogue of Life.